# Верховный архиепископ
Верховный архиепископ (лат. archiepiscopus maior) — митрополит, возглавляющий восточную католическую церковь со статусом верховного архиепископства. Верховный архиепископ, хотя он рангом и ниже патриарха Восточнокатолической церкви, во всех отношениях равен ему в правах. Избранный своей Церковью верховный архиепископ утверждается папой римским. Если папа римский не утверждает кандидатуру верховного архиепископа, проводятся новые выборы.
Верховные архиепископы являются членами Дикастерии по делам восточных церквей.
По состоянию на 2025 год существовало четыре восточнокатолические церкви со статусом верховного архиепископства, которые возглавляли следующие иерархи:
- Святослав Шевчук — верховный архиепископ Киевский и Галицкий, глава Украинской грекокатолической церкви. Избран в 2011 году;
- Рафаэль Таттил — верховный архиепископ Эрнакулам-Ангамали, глава Сиро-малабарской церкви. Избран в 2024 году;
  - кардинал Георг Аленчерри — бывший верховный архиепископ Эрнакулам-Ангамали, глава Сиро-малабарской церкви. Избран в 2011 году, ушёл на покой в 2023 году;
- кардинал Баселиос Клеемис Тоттункал — верховный архиепископ Тривандрума (Тируванантапурама), глава Сиро-маланкарской церкви. Избран в 2007 году;
- кардинал Лучиан Мурешан — верховный архиепископ Фагараш-Альба Юлия, глава Румынской католической церкви. Избран в 2005 году.